# Curling nos Jogos Olímpicos de Inverno da Juventude de 2016 - Equipes mistas
As competições do curling de equipes mistas nos Jogos Olímpicos de Inverno da Juventude de 2016 acontecerão no Curling Hall, Lillehammer entre 12 a 17 de fevereiro.

## Equipes

### Grupo A
| CHN China  | ITA Itália | JPN Japão   | NZL Nova Zelândia                                                                             |
| ---------- | ---------- | ----------- | --------------------------------------------------------------------------------------------- |
|            |            |             | Capitão: Matthew Neilson Terceira: Holly Thompson Segundo: Ben Smith Primeira: Courtney Smith |
| RUS Rússia | SUI Suíça  | TUR Turquia | USA Estados Unidos                                                                            |
|            |            |             | Capitão: Luc Violette Terceira: Cora Farrell Segundo: Ben Richardson Primeira: Cait Flannery  |

### Grupo B
| BRA Brasil                                                                           | CAN Canadá                                                                                  | KOR Coreia do Sul | EST Estônia |
| ------------------------------------------------------------------------------------ | ------------------------------------------------------------------------------------------- | ----------------- | ----------- |
|                                                                                      | Capitã: Mary Fay Terceiro: Tyler Tardi Segunda: Karlee Burgess Primeiro: Sterling Middleton |                   |             |
| GBR Grã-Bretanha                                                                     | NOR Noruega                                                                                 | CZE Chéquia       | SWE Suécia  |
| Capitão: Ross Whyte Terceira: Amy Bryce Segundo: Callum Kinnear Primeira: Mili Smith |                                                                                             |                   |             |